# HMS Barfleur (1768)
Za druge ladje glejte HMS Barfleur.
HMS Barfleur je bila drugostopenjska linijska ladja Kraljeve vojne mornarice.
Zgrajena je bila leta 1768 v ladjedelnici Chatham Dockyard. Sprva je imela 90 topov, nato pa so ji okoli leta 1780 dodali še osem na njen četrtinski krov.
Sodelovala je v ameriški osamosvojitveni, francoski revolucionarni in Napoleonovih vojnah.